# La Guyonnière
La Guyonnière là một xã ở tỉnh Vendée trong vùng Pays de la Loire, Pháp. Xã này có diện tích 22,84 kilômét vuông, dân số năm 2006 là 2621 người. Xã này nằm ở khu vực có độ cao trung bình 70 mét trên mực nước biển.

## Biến động dân số
| Năm | 1962 | 1968  | 1975  | 1982  | 1990  | 1999  | 2006  |
| --- | ---- | ----- | ----- | ----- | ----- | ----- | ----- |
| Dân số | 988  | 1 048 | 1 091 | 1 554 | 1 983 | 2 343 | 2 621 |
| From the year 1962 on: No double counting—residents of multiple communes (e.g. students and military personnel) are counted only once. |      |       |       |       |       |       |       |